# Ростокский мирный договор
Ростокский мирный договор (нем. Rostocker Landfrieden) — соглашение и земский мир, заключённый 13 июня 1283 года в Ростоке. Предназначался для обеспечения мира на суше и на море, а также защиты налогов и других свобод. Стороны договора договорились, что в течение десяти лет они будут избегать применения силы при осуществлении своих прав. Этот договор стал основой для экономического роста Висмара и других средневековых морских портов на Балтийском море..
Договор подписали ганзейские города Любек, Росток, Висмар, Штральзунд, Грайфсвальд, Штеттин, Деммин и Анклам, а также герцоги Саксонии и Померании, князь Рюгена, графы Шверина и Данненберга, а также младшее дворянство Ростока.